# 卡爾季察州
卡爾季察州（希臘語：Νομός Καρδίτσας）是希臘色薩利大區西南部的一個州。面積2,636平方公里，2005年人口130,214人。首府卡爾季察。
下分20市、1鎮。1947年自特里卡拉州分出。